# Розподільний щит

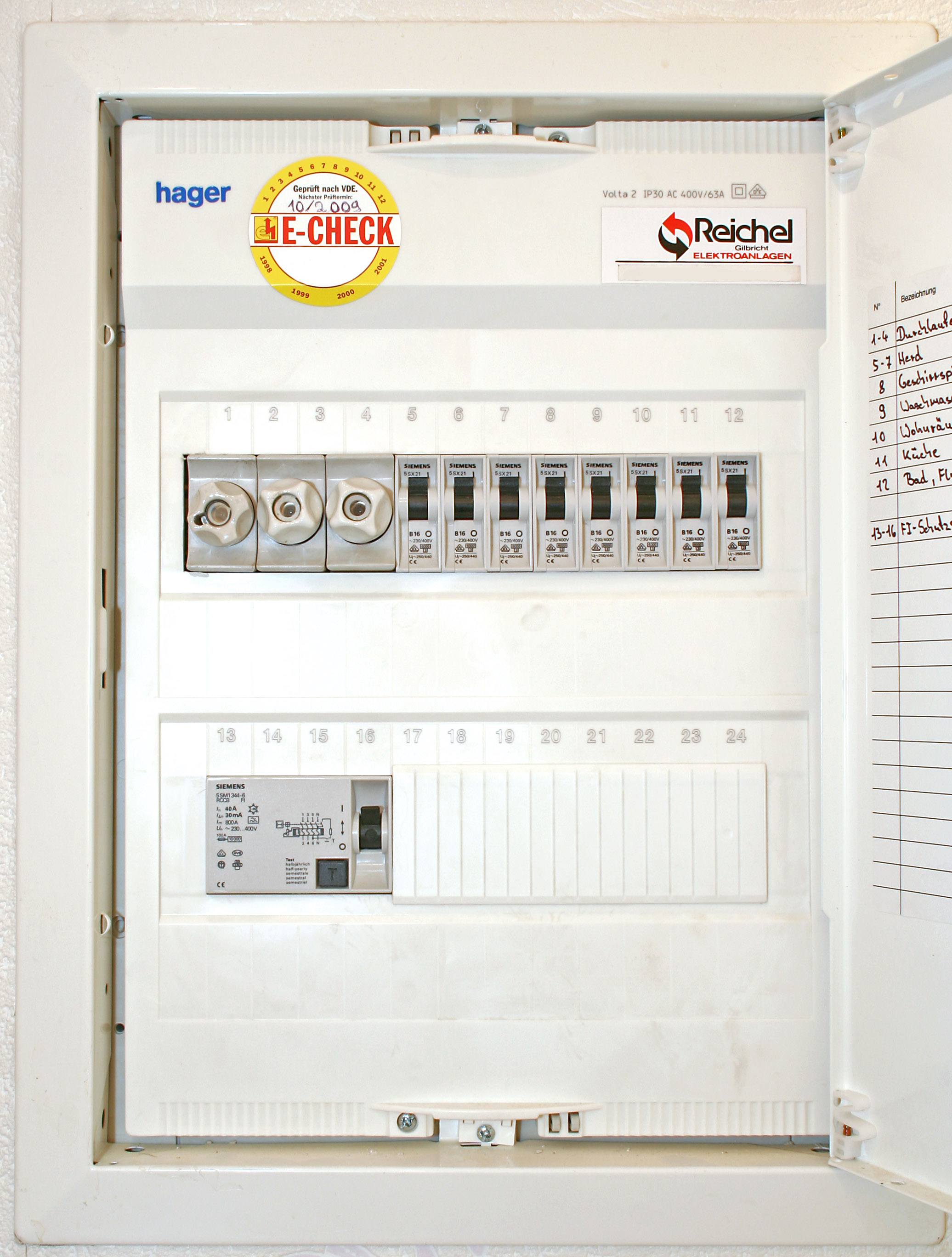
Пластиковий модульний розподільний щиток

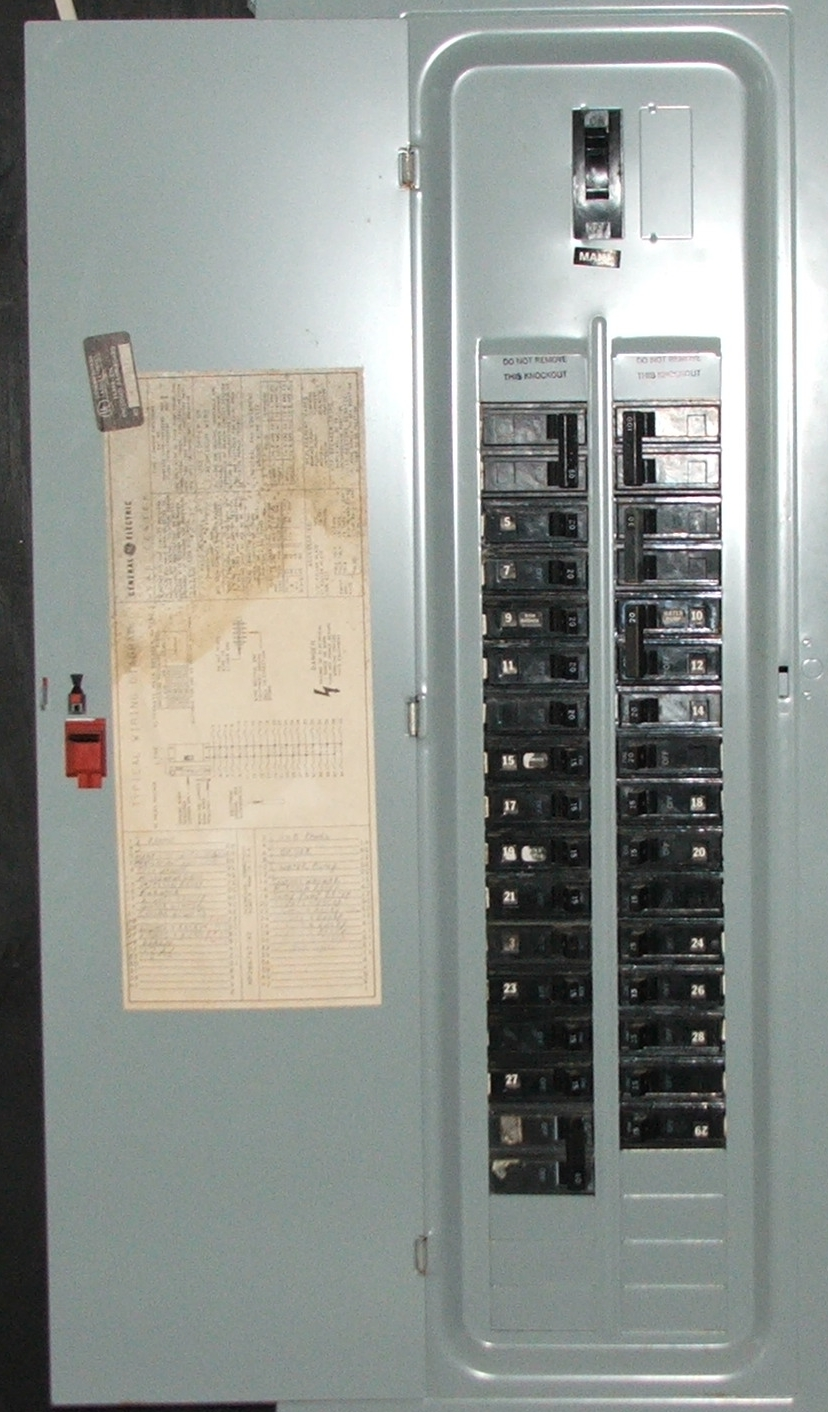
Металевий розподільний щиток (США)

Внутрішня частина металевого модульного розподільного щита

Електричний розподільний щит, щиток — узагальнювальна назва розподільної електроапаратури. Розміщується на сходовому майданчику або в квартирі. Розподільний щит — місцерозташування засобів захисту електричних мереж, розподілу та обліку електроенергії, що відключають апарати, зазвичай встановлюються на металевому щиті у спеціальній шафі або ящику, дверцята якого зачиняються на ключ.

## Різновиди

### Розподільні щити житлових, громадських, адміністративних та побутових будинків
Згідно класифікації Правил улаштування електроустановок, розподільні щити в вищезазначених будинках бувають наступних видів:
- Головний розподільний щит (ГРЩ) — розподільний щит, через який забезпечується електроенергією весь будинок або його частина відокремлена. Роль ГРЩ може виконувати ВРП або щит низької напруги підстанції.
- Поверховий розподільний щиток — щиток, установлений на поверхах житлових будинків і призначений для живлення квартир або квартирних щитків.
- Квартирний щиток — груповий щиток, установлений у квартирі і призначений для приєднання мережі, що живить світильники, штепсельні розетки та стаціонарні електроприймачі квартири.
- Груповий щиток — пристрій, в якому встановлені апарати захисту та комутаційні апарати (або тільки апарати захисту) для окремих груп світильників, штепсельних розеток і стаціонарних електроприймачів.

Крім того розподільні щити класифікують за призначенням:
- для управління промисловим обладнанням;
- для управління освітленням;
- для управління клапанами;
- для управління насосами;
- для управління нагрівачами і т.д.[1]

## Варіанти виконання
Електричні щити можуть збиратися будь-якої фірмою-виробником (комплектними) за типовими або індивідуальними схемами і встановлюватися на місці вже готовими (так зазвичай виконуються ввідно-розподільні пристрої), або збиратися монтажниками на місці установки (так зазвичай виконуються групові розподільні щити). Для складання електричних щитів використовуються металеві або пластикові корпуси. Корпуси випускаються промисловістю як готовими, певних серій, так і у вигляді різних деталей для складання корпуса індивідуальної конструкції.
Готові корпуси можна розділити на корпуси (щити) з монтажною панеллю і модульні корпуси (щити).

### Модульний щит
У більшості групових розподільних щитів використовуються готові модульні корпуси. Модульні щити мають невеликі або середні розміри. При встановленні поза спеціальних приміщень дозволяють зберегти естетику інтер'єру. Призначені для встановлення спеціально призначеної для таких щитів апаратури невеликих розмірів (модульної апаратури). Для її монтажу на задній стінці (дні) модульного щита встановлюється один або кілька металевих профілів певного розміру і форми — DIN-рейка. Після встановлення апаратури і виконання у щиті електричних з'єднань поверх в щиті встановлюється металева або пластикова панель, що приховує клеми приладів, проводи й DIN-рейку і захищає від дотику до струмоведучих частин. В панелі виконані прорізи, що забезпечують видимість приладів та доступ до їхніх елементів управління. Незайняту приладами частину прорізів закривають пластиковими заглушками (фальш-панелями).

### Щит з монтажною панеллю
Призначені для установки будь-якого відповідного за габаритами устаткування за допомогою різьбових з'єднань на монтажну панель — жорсткий металевий лист, в якому виконуються потрібні отвори, або ж забезпечений отворами заздалегідь. У корпусі індивідуального складання можна розмістити одночасно і модульну частину, і монтажну панель.

## Доступність
- У житлових, громадських та інших приміщеннях пристрої для огороджування та закриття струмопровідних частин повинні бути суцільні; в приміщеннях, доступних тільки для кваліфікованого персоналу, ці пристрої можуть бути суцільні, — сітчасті або дірчасті. Огорожувальні та закриваючі пристрої повинні бути виконані так, щоб знімати або відкривати їх можна було тільки за допомогою ключів або інструментів.
- Всі огороджувальні та закриваючі пристрої повинні мати необхідну (в залежності від місцевих умов) механічну міцність. При напрузі вище 1 кВ товщина металевих огороджувальних та закриваючих пристроїв повинна бути не менше 1 мм.

— Правила улаштування електроустановок
У деяких випадках виникає необхідність обмеження доступу до певної апаратури, встановленої в щитку, наприклад, до лічильника електроенергії. У таких випадках використовують спеціальні пристрої блокування — замки, відкрити які може тільки робочий персонал обслуговуючого підприємства, який має спеціальний ключ; а також спеціальні пломби.

## Техніка безпеки
- У разі проведення регламентних робіт з обслуговування щитка, вони виконуються уповноваженим кваліфікованим обслуговучим персоналом — спеціально підготовленими працівниками, які пройшли перевірку знань в обсязі, обов'язковому для даної роботи (посади), і мають групу з електробезпеки, передбачену діючими правилами охорони праці при експлуатації електроустановок.
- Аварійно-відновлювальні роботи виконуються виключно виїзною оперативною бригадою.
- Категорично не рекомендується виконувати роботи в щитку власними силами.